# 下冻镇
下冻镇，是中华人民共和国广西壮族自治区崇左市龙州县下辖的一个乡镇级行政单位。

## 行政区划
下冻镇下辖以下地区：
下冻社区、布局村、两庄村、那花村、春秀村、洞埠村、扶伦村、峡岗村、驮江村和下冻村。